# Parafia Matki Bożej Bolesnej w Wasilkowie

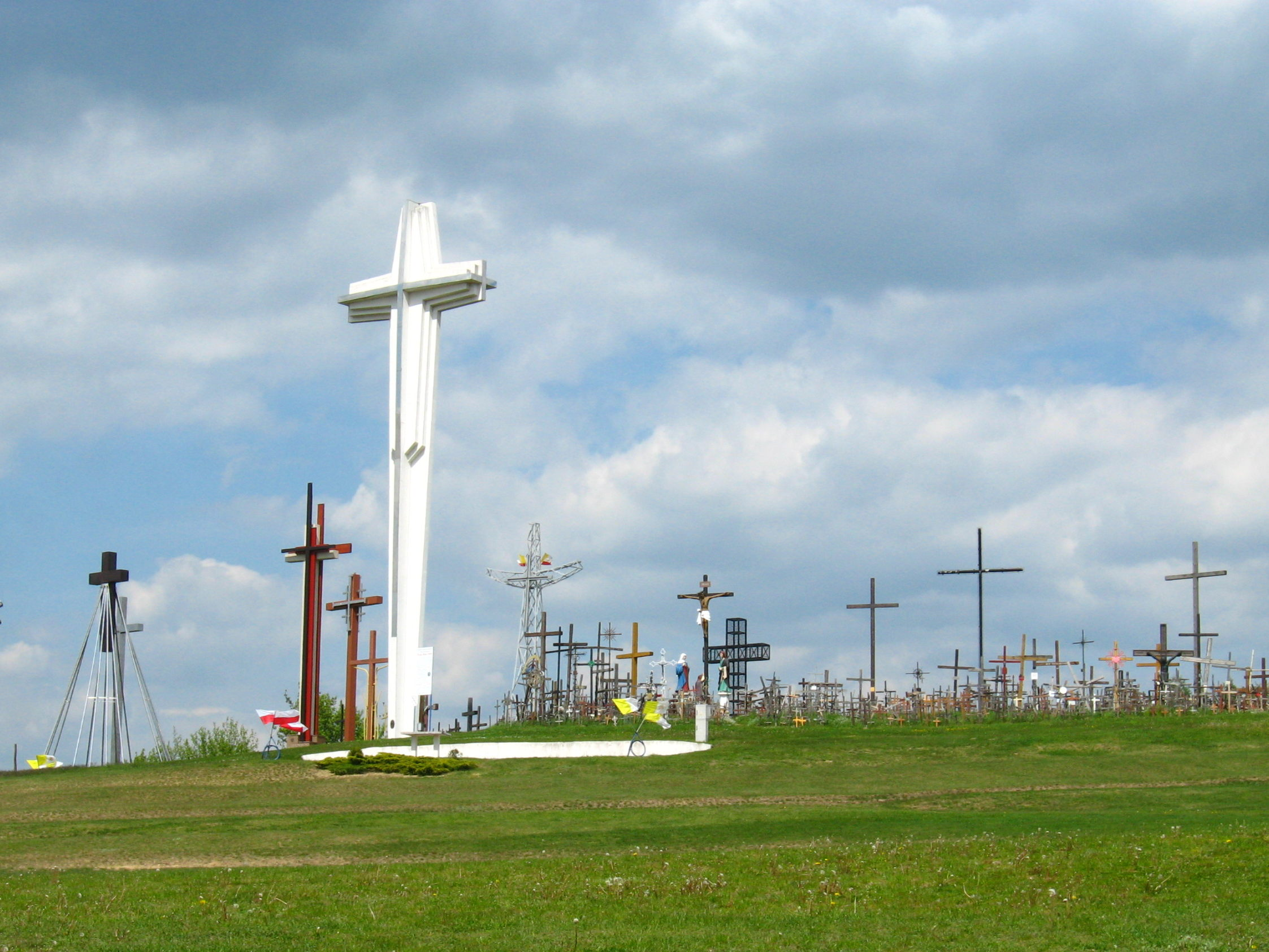
Góra krzyży – Jubileuszowy Krzyż Pielgrzymów o wysokości 25m

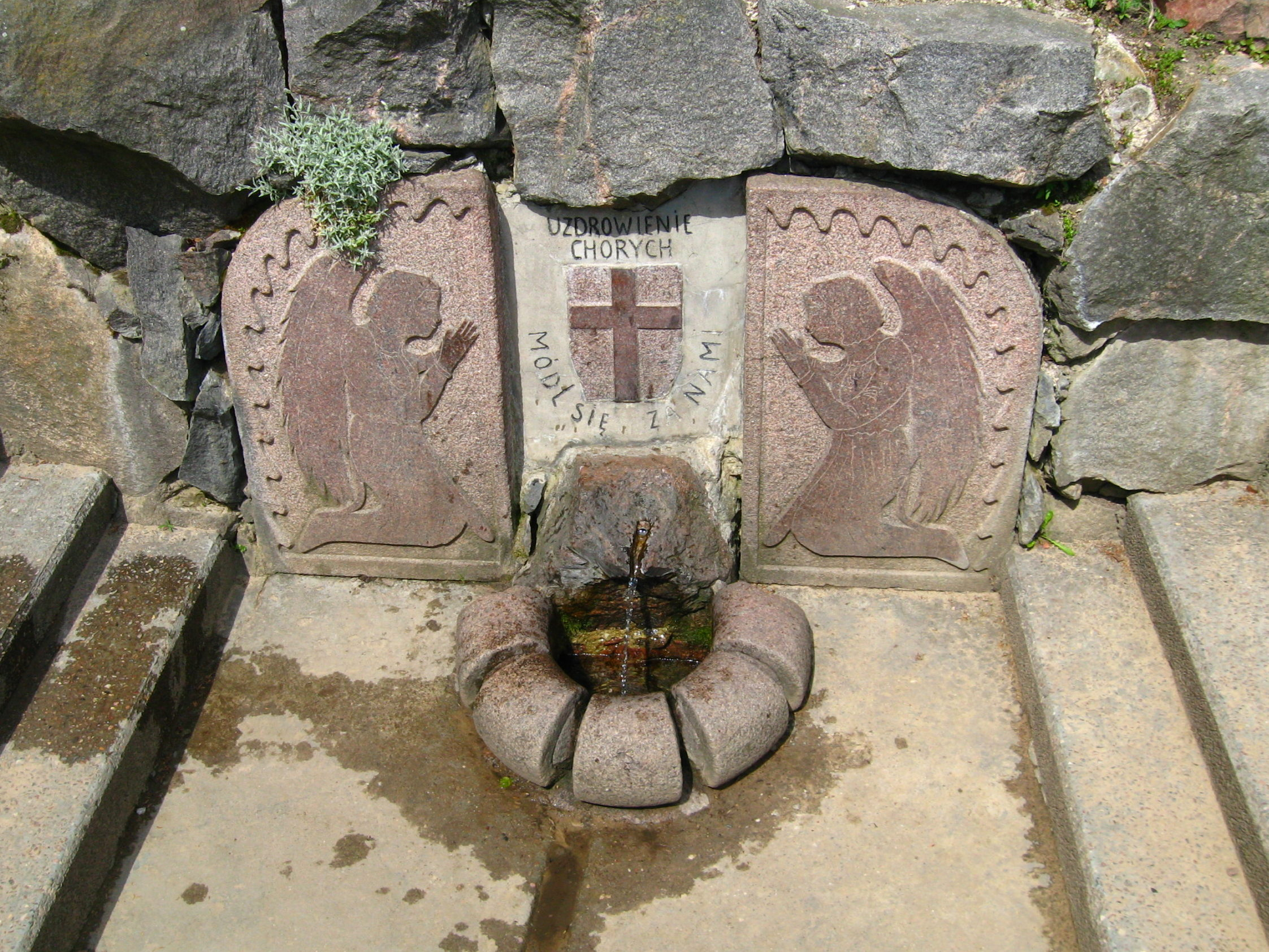
Grota świętowodzka – cudowne źródło

Parafia pw. Matki Bożej Bolesnej w Wasilkowie – rzymskokatolicka parafia należąca do dekanatu Wasilków, archidiecezji białostockiej, metropolii białostockiej. Sanktuarium i siedziba parafii znajduje się w Wasilkowie (na wzgórzu Święta Woda). Tereny Świętej Wody są administracyjną częścią miasta Wasilków. Kościół parafialny jest archidiecezjalnym sanktuarium Matki Boskiej Bolesnej, a jego proboszcz piastuje także funkcję kustosza.

## Historia kultu na wzgórzu Święta Woda
Powstanie Świętej Wody owiane jest licznymi legendami sięgającymi czasów średniowiecza. Pierwsze udokumentowane uzdrowienie miało miejsce w 1719 roku, kiedy to ówczesny dzierżawca supraskiej papierni – szlachcic Bazyli Samotyja Lenczewski pochodzący z parafii Dobrzyniewo Kościelne za sprawą wody z cudownego źródła został uzdrowiony ze ślepoty. W akcie wdzięczności uzdrowiony szlachcic ufundował nad źródłem drewnianą kaplicę, którą w 10. piątek po Wielkanocy w roku 1719 za błogosławieństwem metropolity unickiego arcybiskupa Leona Kiszki poświęcił opat supraskich bazylianów. Kaplicą od chwili poświęcenia opiekowali się pustelnicy bazyliańscy.
W rozwoju katolickiego kultu w Świętej Wodzie ważnym wydarzeniem było nadanie w dniu 18 stycznia 1778 roku przez Stolicę Apostolską przywileju odpustowego. Po roku 1795 Święta Woda, jak Wasilków, w wyniku kolejnego rozbioru Polski znalazła się w zaborze pruskim, a w 1807 roku – rosyjskim. Po okresie wojen napoleońskich kaplicę odnowiono i powtórnie poświęcono pw. Siedmiu Boleści Najświętszej Maryi Panny.
Dnia 21 czerwca 1815 roku unicki biskup brzeski Jozafat Bułhak z okazji odremontowania sanktuarium nadał mu kolejny odpust. Kult Matki Bożej Bolesnej oraz cudowne źródło, ściąga do tego miejsca katolików obrządku rzymskokatolickiego, greckokatolickiego i prawosławnego.
Historia parafii
W 1997 roku arcybiskup Stanisław Szymecki ustanowił w Świętej Wodzie rektorat, a 23 grudnia 1998 roku założył parafię, wydzielając z parafii Przemienienia Pańskiego. Pierwszym proboszczem został mianowany dotychczasowy kustosz sanktuarium ks. Alfred Butwiłowski.
W roku jubileuszowym (2000) na wzgórzu obok kościoła zaczęto stawiać krzyże wotywne i dziś już w krajobraz tej miejscowości wpisana jest „Góra Krzyży” z Jubileuszowym Krzyżem Pielgrzymów (wysokości 25 m) oraz krzyże w kościele, pobłogosławione przez papieża Jana Pawła II 6 marca i 4 października 2000 roku w Watykanie. W roku 2003 w 25-lecie pontyfikatu Jana Pawła II, w Drugiej Pielgrzymce Rowerowej do Rzymu, grupa pątników przekazała papieżowi miniaturę groty świętowodzkiej. Organizator parafii, ks. A. Butwiłowski, zlecił odnowienie kościoła i zbudowanie plebanii oraz Centrum Pielgrzymkowo-Turystycznego.
Kościół parafialny
Świątynią parafialną jest kościół Matki Boskiej Bolesnej, zbudowany przez proboszcza wasilkowskiego, ks. Wacława Rabczyńskiego, w latach 1949–1950.
 
Gromadzą się tu rokrocznie rzesze wiernych na uroczystości odpustowe w dziesiątą niedzielę po Wielkanocy i w pierwszą niedzielę po 15 września.

## Zasięg parafii
Do parafii należą wierni z miejscowości:

- Dąbrówki,
- Horodnianka,
- Podratowiec,
- Studzianki,
- Złota Wieś,
- Złotoria

oraz ulice Wasilkowa
- ul. Akacjowa,
- Brzozowa,
- Daszyńskiego,
- Dębowa,
- Dmowskiego,
- Jałowcowa,
- Lipowa,
- 11 Listopada,
- Modrzewiowa,
- Paderewskiego,
- Piłsudskiego,
- Rydza-Śmigłego,
- Sikorskiego,
- Sosnkowskiego,
- Sosnowa,
- Supraślska
- Świerkowa